# American - That's All
American - That's All er en amerikansk stumfilm fra 1917 af Arthur Rosson.

## Medvirkende
- Jack Devereaux som Monte Boggs
- Winifred Allen som Hazel Stanley
- Walter Walker
- Blanche Davenport
- John Raymond